# جون جورج بريل
جون جورج بريل (بالألمانية: Johann Georg Brill)‏ هو مهندس ألماني، ولد في 31 مايو 1817 في كاسل في ألمانيا، وتوفي في 22 سبتمبر 1888.